# Кимон
Вижте пояснителната страница за други личности с името Кимон.
Кимон (на старогръцки: Κίμων, Kimon; * 510 пр.н.е. в Атина; † 449 пр.н.е. при Китион на Кипър) е атински, древногръцки политик и военачалник през 5 век пр.н.е.
Произлиза от стария род Филаиди (Philaiden). Син е на Милтиад, който побеждава персите при Маратонската битка през 490 пр.н.е. и на Хегезипила (Хегесипила), сестра на Тукидид, дещеря на тракийския княз Олор. Дядо му също се казва Кимон (585–сл. 528 пр.н.е.), олимпийски победител.
Заради баща си той получава atimia през 489 пр.н.е. Сестра му, красивата Елпиника, се жени за богатия Калий II, който плаща високата глоба и Кимон получава отново граждански права.
През 480 пр.н.е. при Битката при Саламин той се бие успешно. След персийските войни той е стратег на Атина от 470 – 460 пр.н.е. По това време, познато като „Ерата на Кимон“, Кимон стои начело на консервативната „аристократична“ групировка от атинското общество, която обединява средите на земеделския елит. Като водач на консервативните елементи, Кимон превръща в главна опора на властта си Ареопага, и се стреми към съюз със земеделска Спарта. Кимон дава израз на преклонението си пред консервативните порядки в спартанското общество, като нарича един от синовете си Лакедемоний по името на митологичния цар на Спарта Лакедемон.
Води успешно Атинския съюз в много битки. През 465 пр.н.е. или 469 г., край бреговете на южното малоазийско крайбрежие атинският флот под командването на Кимон постига съкрушителна за персите победа по море и суша в битката при устието на река Евримедон в Памфилия. С тази победа Кимон успява да затвърди сигурността на гръцките полиси в Егейско море и да отвори търговските пътища към Мала Азия. Победата увеличава неимоверно и престижа му в родната Атина.
През 465 пр.н.е. Кимон сломява съпротивата на остров Тасос, който пожелава да напусне Атинския съюз. Спарта не се решава да изпрати помощ на Тасос, тъй като по това време вниманието ѝ е насочено към потушаване на въстание на илотите в Месения, срещу които тя самата иска помощ от Атина. По този начин флотът на Кимон успява да върне насила Тасос в съюза.
През 464 пр.н.е. Кимон убеждава атинското събрание да подкрепи Спарта в потушаването на въстанието в Месения, където спартанците не успяват да превземат центъра на въстанието – крепостта Итоми. Така Кимон потегля начело с отряд от четири хиляди хоплити към Итома. Там обаче действията му се оказват не толкова ефективни и пробуждат у спартанците подозрения към истинските му намерения, поради което настояват атинският отряд да се оттегли. Това се оказва пълен провал за външната политика на атинската аристокрация и причинява скъсване на отношенията със Спарта. Междувременно проспартанските действия на Кимон се оказват в разрез с интересите на широките кръгове от занаятчийско-робовладелската прослойка на атинското общество, обединяваща собственици на ергастерии, занаятчии, търговци, лихвари и прекупвачи. Техните цели са непрекъснато разширяване на сферите на влияние, нови пазари и непрестанен приток на роби – политика, чиито естествени противници са Спарта и воденият от нея Пелопонески съюз. Така заради приятелското си отношение към Спарта през 461 пр.н.е. Кимон е подложен на остракизъм и изгонен от Атина, а властта преминава в ръцете на демократичното движение начело с Ефиалт и Перикъл. Кимон се връща през 451 пр.н.е. и сключва примирие със Спарта.
Умира през 449 пр.н.е. при обсадата на Китион на остров Кипър. След него управител на Атина става Перикъл от род Алкмеониди.
Кимон е женен за Изодика, внучка на Мегакъл от род Алкмеониди, и има три сина: Лакедемоний (става атински военачалник), Елей и Тесал.